# Plinking

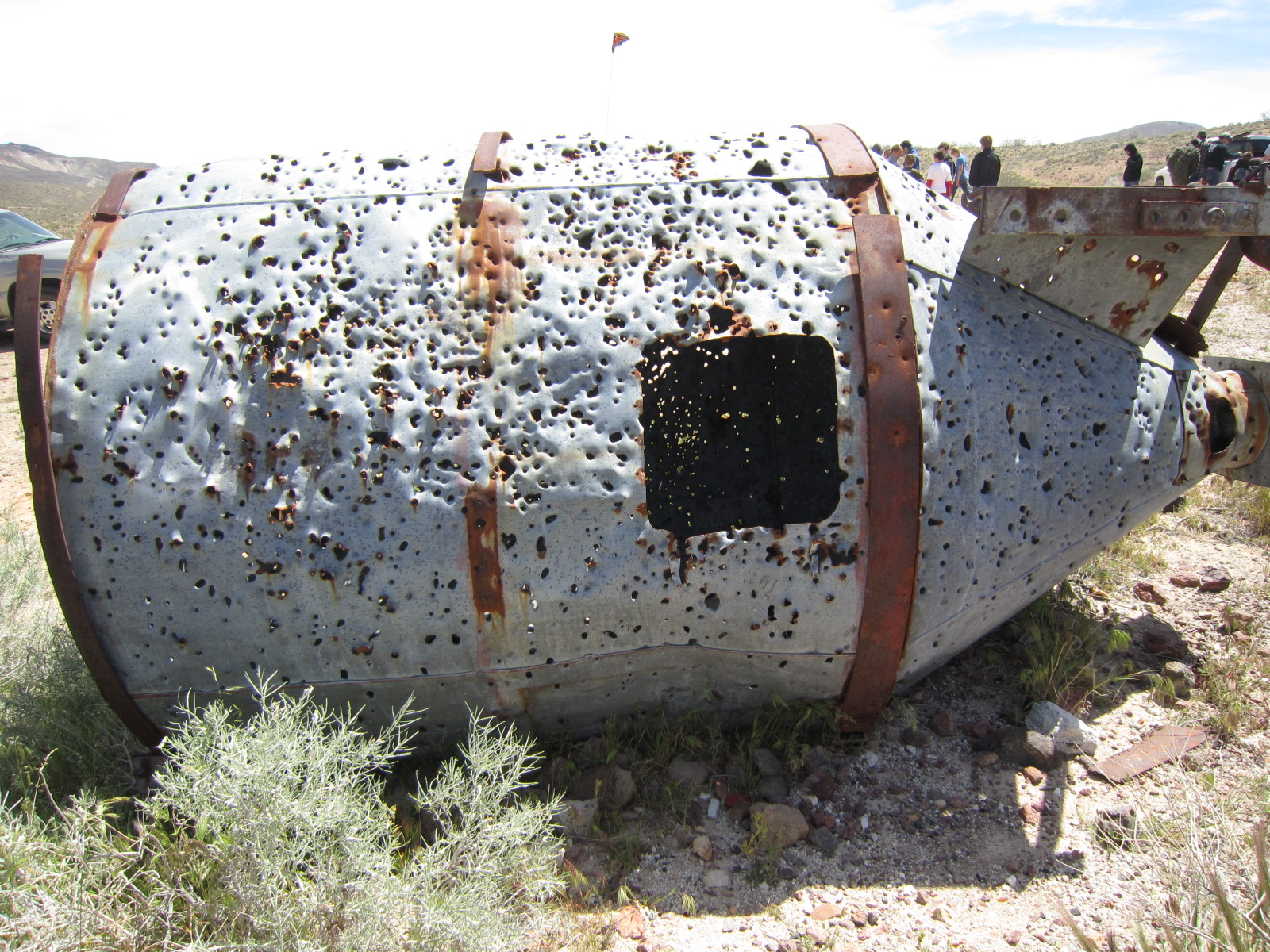
Cible métallique utilisée pour le plinking

Le Plinking fait référence au tir à la cible informel effectué pour le plaisir, généralement sur des cibles non standard telles que des boîtes de conserve, des bûches, des bouteilles ou toute autre cible artisanale ou naturelle.

## Pratique
Contrairement au tir effectué dans des stands de tir établis, le plinking est généralement pratiqué à la maison, dans un champ ouvert ou sur un autre terrain privé, sans frais. Le terme plinking est une onomatopée du son métallique aigu que produit un projectile lorsqu'il touche une cible métallique telle qu'une boîte de conserve.
Le calibre le plus couramment utilisé pour le plinking est le .22 Long Rifle, cartouche à percussion annulaire. Cependant, n'importe quel calibre peut être utilisé pour le plinking, et il n'est pas rare de voir une personne le pratiquer avec un fusil ou un pistolet à pleine puissance. Les pistolets à air comprimé et les pistolets airsoft sont également utilisés, souvent pour des raisons de coût ou de sécurité ou parce qu'ils sont soumis à une réglementation moins stricte - une pratique similaire avec un arc et une flèche est généralement appelée stump shooting.

## Attrait
Les principales caractéristiques du pinking le rendant attrayant en tant que sport sont les suivants : disponibilité facile et grande variété d'endroits, coût minimum, liberté de pratique, environnement extérieur et expérience de tir plus attrayante par rapport aux stands de tir sur cible établis. Comme tout le monde n'a pas un accès raisonnable à un stand de tir, le tir en extérieur à la maison ou sur un autre terrain proche est une alternative naturelle, et pour beaucoup, les stands de tir faits maison sont le seul moyen d'entretenir une bonne adresse au tir.

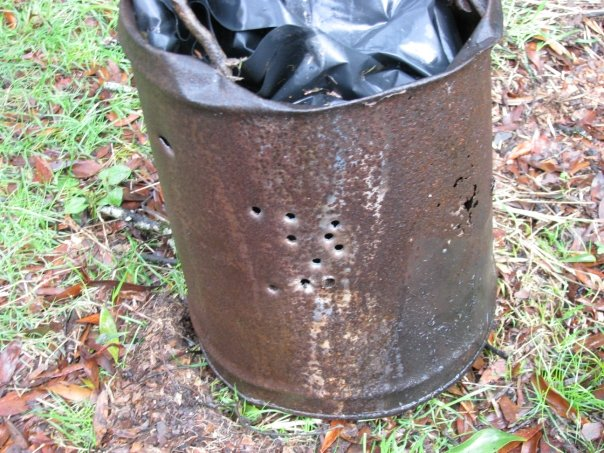
Boîte métallique utilisée pour le plinking

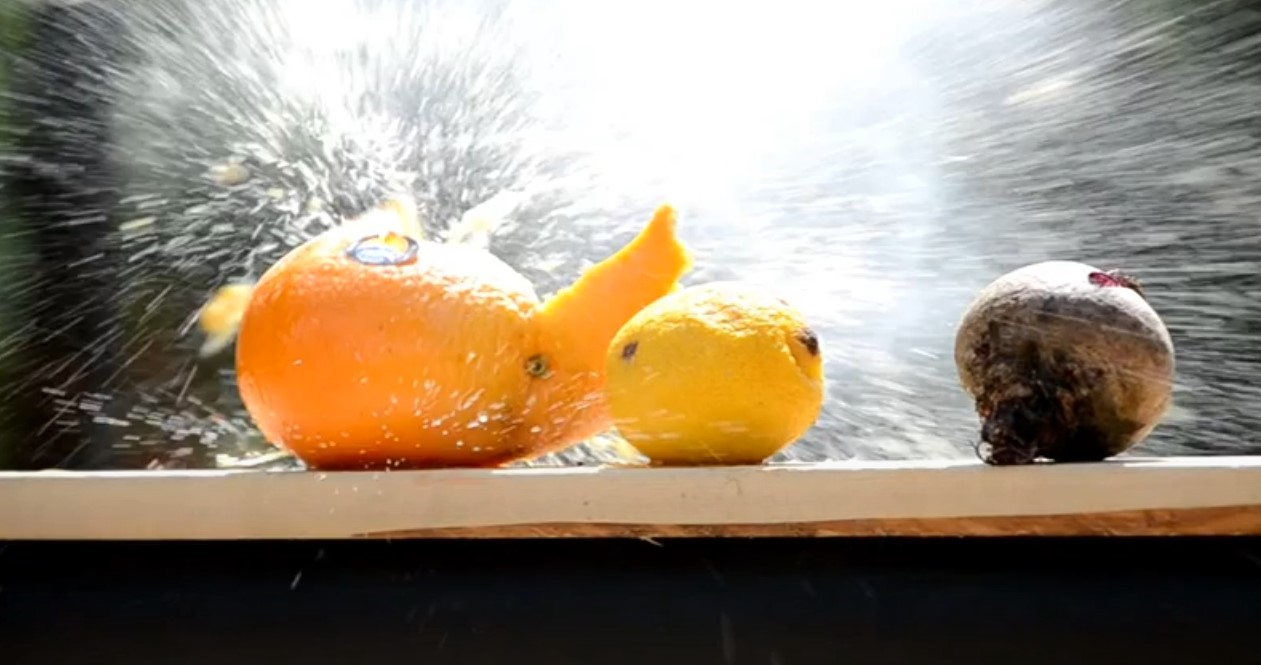
Une orange, un citron et une betterave sur un support cible.

Étant donné que les stands de tir font généralement payer l'utilisation de leurs installations et que les tireurs doivent généralement acheter leurs propres cibles en papier, la fréquentation d'un stand de tir peut entraîner des coûts importants, surtout s'ils sont cumulés au fil du temps. En outre, les stands de tir ont nécessairement de nombreuses règles strictes sur l'utilisation de leurs installations, concernant la cadence de tir, les types de munitions et d'armes à feu autorisées, l'endroit où le tireur est autorisé à se tenir et le moment où il peut descendre vérifier ses cibles, ce que certains tireurs peuvent trouver étouffant. De nombreux tireurs trouvent également que l'air libre est un environnement de tir beaucoup plus agréable que l'intérieur d'un stand de tir, qui est généralement fait de béton et d'acier.
En revanche, le plinking peut être pratiqué à la maison chaque fois que l'envie s'en fait sentir, pour le simple coût des munitions, car les cibles utilisées sont généralement des objets de taille appropriée qui tombent sous la main, les canettes de boisson étant l'un des choix les plus populaires. Le plinking peut être pratiqué seul, au rythme du tireur, qui est libre de se déplacer à sa guise, ou en groupe, ce qui nécessite bien sûr l'application de certaines mesures de sécurité prédéterminées.
Les cibles elles-mêmes qui sont utilisées sont l'un des principales raisons pour lesquelles le plinking est populaire parmi les amateurs d'armes, en particulier les chasseurs. Une cible tridimensionnelle dans un environnement extérieur est beaucoup plus proche d'un scénario de chasse réel, ce qui permet au chasseur de s'entraîner. Puisque tout objet de taille raisonnable, d'une canette de soda ou d'une briquette de charbon de bois à un point arbitraire sur un arbre, peut être utilisé comme cible, un champ de tir tridimensionnel peut facilement être mis en place pour simuler des situations couramment rencontrées lors de la chasse au petit gibier, par exemple lorsque l'animal se trouve derrière un abri ou dans un arbre. Une cible de plinking réagit souvent beaucoup plus positivement à un coup qu'une cible en papier, soit par un impact audible, soit par une confirmation visuelle en bougeant, en éclaboussant ou en tombant. Les cibles en acier (en), qui sont utilisées pour les compétitions officielles de tir pratique (en) et de tir à longue distance (en), sont également populaires parmi les plinksters en raison de leur relative facilité de mise en place, ainsi que de la preuve évidente qu'elles sont bien touchées.